# Ondřej Sokol
Ondřej Sokol (* 16. října 1971 Šumperk) je český herec, bavič, režisér, moderátor, překladatel a bývalý umělecký šéf Činoherního klubu.

## Životopis

### Dětství a mládí
Narodil se v Šumperku, kde také vyrůstal. Jako dítě chtěl být letcem a hrál tenis. V osmé třídě složil přijímací zkoušky na gymnázium. Po maturitě byl přijat na pražskou DAMU, kde studoval pět let, až do roku 1996. V tomtéž roce se stal členem souboru Městského divadla v Mladé Boleslavi, kam dojížděl. Po třech letech účinkování v tomto souboru přešel roku 1999 do Činoherního klubu, kde začal hrát a režírovat. Po režijním úspěchu s inscenací Osiřelý západ obdržel Ceny Alfréda Radoka v kategorii Talent roku a prestižní Cenu Thálie pro mladého umělce do 33 let. Jeho hlavním zájmem je Činoherní klub, kde pravidelně režíruje a hraje. Nicméně Ondřej režíroval i pro jiná divadla, např. Divadlo Na Jezerce, Divadlo Hybernia, Studio DVA atd.

### 2006–2013
Roku 2006, po několika menších filmových a televizních rolích, nastupuje jako jedna z hlavních postav do seriálu Ordinace v růžové zahradě, kde účinkuje až do roku 2011. Obzvláště úspěšná se ukazuje jeho hra Ujetá ruka, kterou roku 2011 zrežíroval (v Činoherním klubu). V tomtéž roce přijmul nabídku televize Prima a začal účinkovat v (tehdy) novém improvizačním pořadu Partička, který mu zajistil několik dalších filmových a televizních nabídek. Ještě téhož roku vstupuje na plátna film Perfect Days – I ženy mají své dny, ve kterém si zahrál a za tento herecký výkon obdržel nominaci na Českého lva. Na Mezinárodním televizním festivalu v Monte Carlu byl v roce 2013 nominován v kategorii Nejlepší mužský herecký výkon za snímek Occamova břitva.

### 2014–2019
Po dvou televizních rolích a několika režírovaných inscenacích roku 2014 vstoupilo do kin drama Krásno. Tento film je jeho režijním debutem. V letech 2015 a 2016 si zahrál ve dvou komediích, jednom představení a režíroval 3 hry. Za své účinkování v pořadu Partička získal dvakrát cenu Týtý. Roku 2016 skončilo jeho účinkování v Partičce, avšak začal moderovat novou show televize Nova Tvoje tvář má známý hlas, která se ukázala jako velmi úspěšná a sledovanost měla rekordní. Po první řadě přišla i druhá a do roku 2021 moderoval sedm řad. Díky dobrým ohlasům na jeho moderaci v letech 2016 a 2017 moderoval vyhlášení cen Český slavík Mattoni a ujmul se i moderace televizí nevysílaných akcí, jako festivalu Life!, show Magic Free Group, nebo celodenního koncertního pásma na Mezinárodním Filmovém festivalu v Karlových Varech. I nadále jeho prioritou však zůstala režie a herectví. Roku 2017 si zahrál hlavní roli v celovečerní trilogii Zahradnictví a o rok později (2018) ztvárnil opět hlavní roli, tentokrát v thriller seriálu Rédl. Roku 2018 se stal uměleckým šéfem Činoherního klubu, kde i nadále hrál a režíroval. Z tohoto důvodu omezil své televizní a filmové aktivity, protože se chtěl naplno věnovat Činohernímu klubu ve své nové funkci. Nicméně i nadále hrál a moderoval. Překládal knihy a cestoval a i nadále navštěvoval pódia po celém Česku se svou stand-up show Celebrity. V prosinci roku 2019 moderoval dva tříhodinové koncerty Tvoje tvář má známý hlas v O2 aréně.

### 2020–současnost
V roce 2020 odehrál podstatně méně divadelních her kvůli koronaviru. Z toho důvodu také musel odložit téměř všechny své celovečerní stand-upy. Během první vlny epidemie začal moderovat na TV Nova pořad Spolu z domu , kde společně s Jakubem Kohákem a Adélou Gondíkovou bavili diváky přímo ze svého domu. V září 2020 se na Prima COOL začal premiérově vysílat Cesta kolem světa s Ondřejem Sokolem a Lukášem Pavláskem a v sobotních večerech se vrátil v show Tvoje tvář má známý hlas. 24. prosince se představil ve štědrovečerní pohádce České televize O vánoční hvězdě.
Od března do června 2021 moderoval Osmou řadu show Tvoje tvář má známý hlas. Od srpna 2021 moderuje na TV Nova vědomostní show Na lovu. V listopadu 2022 počtvrté moderoval vyhlášení ankety Český slavík. V roce 2023 vstoupilo do kin několik celovečerních snímků, kde hrál. Od roku 2023 až doteď moderuje vědomostní show podobnou soutěži Na lovu, a to Superlov.  
V roce 2022 v soutěži Na lovu pronesl větu: „No to mě poser vombat“, když jako moderátor reagoval na otázku o unikátním tvaru vombatího trusu v podobě krychliček. V pražské zoo zanedlouho úspěšně využili tento citát na propagační předměty k chovu vombata obecného, jehož patronem se Ondřej Sokol zároveň stal. V roce 2023 přivítal v pražské zoo chovnou samici Winkleigh, která vytvořila rodičovský pár se samcem Cooperem. A v sobotu 15. června 2024 se stal také kmotrem jejich prvního mláděte – samičky, která dostala jméno Mersey, podle řeky protékající oblastí na Tasmánii, kde je hlášena nejpočetnější vombatí populace. V roce 2025 nazpíval spolu s Jitkou Čvančarovou duet „Protipóly“ ke komedii Kouzlo derby.  

### Osobní život
V roce 1998 se oženil s herečkou Kateřinou Lojdovou, se kterou byl až do roku 2010. Má s ní dvě děti – Ester Sokolovou a Adama Sokola. V roce 2019 se v Londýně zasnoubil s Nikol Šantavou.
Trpí poruchou autistického spektra.

## Divadelní režie
- 2002     – Osiřelý západ, Martin McDonagh, ČK (také překlad), nominace na Cenu Alfréda Radoka v kategorii Inscenace roku, nejlepší činoherní inscenace roku dle Ankety Divadelních novin
- 2003     – Zahraj to znovu, Same, Woody Allen, Divadlo Na Jezerce
- 2004     – Sexuální perverze v Chicagu, David Mamet, ČK (také překlad)
- 2005     – Pan Polštář, Martin McDonagh, ČK (také překlad)
- 2005     – Prokletí nefritového škorpióna, Woody Allen, Divadlo Na Jezerce
- 2006     – Americký bizon, David Mamet, ČK (také překlad)
- 2007     – Hrdina západu, J. M. Synge, ČK, Cena Alfréda Radoka v kategorii Inscenace roku (spolu s dalšími dvěma inscenacemi)
- 2008     – Bůh masakru, Yasmina Reza, ČK
- 2008     – Válka Roseových, Divadlo Na Jezerce (také překlad)
- 2010     – Hello, Dolly!, Jerry Herman, Michael Stewart, Studio Dva (původně Divadlo Hybernia)
- 2011     – Glengarry Glen Ross, David     Mamet, ČK (také překlad)
- 2011     – Ujetá ruka, Martin McDonagh, ČK (také překlad)
- 2011     – Vánoční koleda, Charles Dickens, Studio Dva (původně Divadlo Hybernia)
- 2013     – Válka Roseových, Warren Adler, Divadlo A. Dvořáka Příbram (také překlad)
- 2013     – Večírek, Divadlo Broadway
- 2014     – Ujetá ruka – Martin McDonagh, ČK (také překlad)
- 2014     – Zrada, Harold Pinter, ČK
- 2015     – Americký bizon, ČK
- 2015     – Celebrity stand-up, Studio Dva
- 2015     – Evita, Studio Dva
- 2016     – Kati – Martin McDonagh, ČK (také překlad)
- 2017     – Funny Girl, Studio Dva
- 2018     – Misery – Stephen King, William Goldman, Studio Dva
- 2019     – K.Š.E.F.T., ČK
- 2019     – Sopranistky, ČK
- 2020     – Velmi Křehké Větve, ČK
- 2021     – Linda Vista, ČK
- 2021     –Tři grácie z umakartu, Studio Dva
- 2022     – Babyboom, ČK
- 2025     – Komuna, ČK

## Divadelní role (výběr)
- 2000 – velmi bohatý pán – Lesoduch
- 2000 – Ondřej – Vojcek
- 2001 – Václav Štech – Deskový statek
- 2001 – Šorel – Portugálie
- 2002 – Filint – Misantrop
- 2005 – Moulineaux – Dámský krejčí
- 2006 – Vikomt de Valmont – Nebezpečné vztahy
- 2013 – Pudil – Večírek
- 2014 – Toby – Ujetá ruka
- 2014 – Robert – Zrada
- 2015 – Ondřej Sokol – Celebrity stand-up
- 2015 – Bob – Americký bizon

## Filmografie
- 1997 – Úraz
- 1998 – Motel Anathema
- 2001 – Den, kdy nevyšlo slunce
- 2002 – Útěk do Budína (Tomáš)
- 2006–2007, 2011 – Ordinace v růžové zahradě – TV seriál (Prokop Hrubý)
- 2011–2016 – Partička – improvizační TV pořad
- 2011 – Perfect Days – I ženy mají své dny (Richard)
- 2012 – Obchoďák – TV seriál (Zajda)
- 2012 – Occamova břitva (Libor Vavruška)
- 2014 – Krásno (Adam Němec)
- 2014 – Zakázané uvolnění (Štěpán Jelen)
- 2014 – Andělé všedního dne (Filip)
- 2015 – Vybíjená
- 2016 – Dvojníci (Jan Rambousek/Richard Prospal)
- 2017 – Nejlepší přítel – pohádka
- 2017 – Všechno nebo nic
- 2017 – Zahradnictví
- 2017 – Nádraží – TV seriál (Petr Pyl)
- 2018 – Rédl (kriminalista Roman Rédl) – TV minisérie
- 2018 – Ordinace v růžové zahradě 2 – TV seriál (sám sebe)
- 2019 – Cesta kolem světa: Jeden průser za druhým (sám sebe)
- 2020 – Cesta kolem světa s Ondřejem Sokolem a Lukášem Pavláskem – TV seriál (sám sebe)
- 2020 – O vánoční hvězdě (Sírius)
- 2022 – Devadesátky (nadporučík František Tůma) – TV seriál
- 2022 – V létě ti řeknu, jak se mám
- 2022 – Slovo
- 2022 – Krakonošovo tajemství (národopisec – skeptik Jiráček)
- 2022 – Hlavne veľa lásky
- 2023 – Buď chlap!
- 2023 – Tajný zákop / ONEMANSHOW: The Movie
- 2024 – Možné je všechno! – improvizační TV show
- 2025 – Kouzlo derby (zpěvák Štěpán John)

## Televizní režie
- 2000–2007 – Tele Tele
- 2008 – Mr. GS
- 2011 – Máš minutu
- 2014 – TGM: Talkshow Geni a Míši
- 2016 – Tvoje tvář má známý hlas
- 2020 – Velmi křehké větve (seriál)

## Filmové režie
- 2014 – Krásno
- 2022 – Devadesátky
- bude oznámeno – Krásno 2

## Moderace
- 2016 Tvoje tvář má známý hlas (1. řada)
- 2016 Tvoje tvář má známý hlas (2. řada)
- 2016 Český slavík Mattoni 2016
- 2016 Magic Show 2016 (v rámci Magic Free Group Show)
- 2017 Tvoje tvář má známý hlas (3. řada)
- 2017 Tvoje tvář má známý hlas (4. řada)
- 2017 Tvoje tvář má známý hlas: Koncert (o2 Aréna)
- 2017 Český Slavík Mattoni 2017
- 2017 Magic Show 2017 (v rámci Magic Free Group Show)
- 2018 Innogy Koncert
- 2018 KVIFF
- 2018 Tvoje tvář má známý hlas (5. řada)
- 2018 Magic Show 2018 (v rámci Magic Free Group Show)
- 2019 Nova slaví 25: Všechno nejlepší (jednorázový televizní pořad)
- 2019 Innogy Koncert
- 2019 Tvoje tvář má známý hlas (6. řada)
- 2019 Magic Show 2019
- 2019 Tvoje tvář má známý hlas: 2 koncerty (O2 aréna)
- 2020 Febiofest 2020
- 2020 Spolu z domu
- 2020 Tvoje tvář má známý hlas (7. řada)
- 2021 Tvoje tvář má známý hlas (8. řada)
- 2021 Innogy Koncert
- 2021 Na lovu
- 2021 Český slavík 21
- 2022 Tvoje tvář má známý hlas (9. řada)
- 2022 2 na 1
- 2022 Na lovu II
- 2022 Superlov
- 2022 Český slavík 2022
- 2023 Na lovu III
- 2023 Český slavík 2023
- 2024 Na lovu IV
- 2024 Superlov II
- 2024 Na lovu V
- 2024 Český slavík 2024
- 2024 Na lovu VI
- 2024 Možné je všechno – Začátek a konec (náhrada za Pavla Zedníčka, zbytek pořadu se vystupující střídají)
- 2025 Superlov III